# Gennaro Gattuso
Gennaro Ivan Gattuso (Corigliano Calabro, 9 de janeiro de 1978) é um treinador e ex-futebolista italiano que atuava como volante. Atualmente comanda a Seleção Italiana. Como jogador, destacou-se por sua longa e vitoriosa passagem pelo Milan e pela conquista da Copa do Mundo de 2006 com a própria Itália.

## Carreira como jogador

### Início
Gattuso foi um grande volante caracterizado pela sua raça e força de vontade dentro de campo. Rino começou sua carreira no Perugia, em 1995, se transferiu em abril de 1997 para o Rangers, da Escócia, e retornou à Itália em outubro de 1998 para jogar pela Salernitana.

### Milan
Foi contratado pelo Milan em junho de 1999, por 8 milhões de euros. Logo firmou-se na equipe e atuou ao lado de grandes jogadores no meio-campo, como Demetrio Albertini, Andrea Pirlo, Serginho, Rui Costa e Clarence Seedorf. Ídolo da torcida, Gattuso teve uma carreira bastante vitoriosa no clube e conquistou diversos títulos: duas Ligas dos Campeões da UEFA (2002–03 e 2006–07), dois Campeonatos Italianos (2003–04 e 2010–11), duas Supercopas da UEFA (2003 e 2007), duas Supercopas da Itália (2004 e 2011) e um Mundial de Clubes da FIFA (2007).

### Sion
Após não renovar com os Rossoneri em maio de 2012, foi contratado pelo modesto Sion, da Suíça, em junho.

## Estilo de jogo
No auge de sua carreira, desempenhou uma brilhante parceria com o craque Andrea Pirlo, tanto pelo Milan quanto pela Seleção Italiana. Os volantes foram fundamentais na conquista da Copa do Mundo de 2006, bem como nos títulos nacionais e internacionais do Milan nos anos 2000. Apesar de não ter muita técnica e habilidade na saída de jogo, seu estilo de jogo "raçudo" e incansável dentro de campo caiu como uma luva junto ao estilo habilidoso e criativo de Pirlo. Além de ser valente e raramente perder uma dividida, Gattuso também foi reconhecido por sua natureza competitiva e pelas qualidades de liderança ao longo de sua carreira, muitas vezes usando a braçadeira de capitão do Milan após a aposentadoria de Paolo Maldini.

## Carreira como treinador

### Sion e Palermo
Em sua passagem pelo Sion, assumiu, ainda como jogador-treinador, o comando técnico da equipe com a saída de Víctor Muñoz.
Ao final da temporada 2012–13, Gattuso foi anunciado como novo técnico do Palermo. No entanto, após maus resultados e apenas três meses de trabalho, foi demitido.

### Creta e Pisa
Depois de mais uma rápida passagem, dessa vez pelo Creta, da Grécia, acertou com o Pisa, da Itália. Em junho de 2016, Gattuso conseguiu o acesso e levou a equipe para a Serie B.

### Napoli
Após a demissão de Carlo Ancelotti, foi anunciado como novo técnico do Napoli no dia 11 de dezembro de 2019. Conquistou seu primeiro título em junho de 2020, a Copa da Itália, depois de vencer a Juventus nos pênaltis.
Em maio de 2021, após não conseguir vaga para a próxima Liga dos Campeões, foi demitido da equipe.

### Fiorentina e Valencia
Foi anunciado pela Fiorentina no dia 25 de maio de 2021. No entanto, o técnico deixou a equipe depois de apenas 23 dias, sem sequer ter iniciado a temporada.
Assumiu o Valencia em junho de 2022, assinando contrato até 2024. Deixou o clube espanhol no dia 30 de janeiro de 2023, após uma sequência de quatro jogos sem vitória na La Liga e uma eliminação na Copa do Rei.

### Olympique de Marseille
No dia 27 de setembro de 2023, Gattuso foi anunciado como novo treinador do Olympique de Marseille, chegando para substituir Marcelino García. Cinco meses depois, com a equipe vivendo má fase na Ligue 1, o técnico italiano foi demitido em 20 de fevereiro de 2024, sendo substituído pelo francês Jean-Louis Gasset.

### Hajduk Split
Gattuso teve a sua contratação oficializada pelo Hajduk Split no dia 12 de junho de 2024, assinando contrato com o clube croata até 2026.

### Seleção Italiana
No dia 14 de junho de 2025, Gattuso foi anunciado como novo técnico da Seleção Italiana. O ex-jogador assumiu a tetracampeã para ocupar a vaga de Luciano Spalletti, que não resistiu a uma derrota por 3–0 para a Noruega.

## Vida pessoal
É casado com Monica Romano, escocesa de ascendência italiana que ele conheceu durante uma partida amistosa em Toronto, no Canadá, quando ainda atuava pelo Rangers. O casal possui dois filhos: Gabriella, nascida em 20 de junho de 2004, e Francesco, nascido em 8 de novembro de 2007.

## Polêmicas
Segundo o jornal italiano Gazzetta dello Sport, Gattuso teve sua casa invadida pela polícia na manhã do dia 17 de dezembro 2013, em investigação sobre manipulação de resultados. A operação realizada durante a madrugada contou com outras invasões e prendeu quatro pessoas, que segundo a procuradoria da província de Cremona seriam intermediários entre jogadores e apostadores.
O jogador Cristian Brocchi, ex-Lazio, também foi investigado e teve sua casa invadida. O procurador de Cremona, Roberto Di Martino, confirmou à agência Associated Press que os ex-jogadores foram investigados por participação em uma rede responsável por fraudar resultados durante a temporada 2010–11, quando Gattuso e Brocchi ainda atuavam por Milan e Lazio, respectivamente. O procurador afirmou que os italianos poderiam ser acusados de conspiração criminosa e fraude desportiva porque foram associados ao processo ao serem ouvidos em escutas.

## Títulos

### Como jogador
Perugia
- Campeonato Primavera: 1995–96

Milan
- Copa da Itália: 2002–03
- Liga dos Campeões da UEFA: 2002–03 e 2006–07
- Supercopa da UEFA: 2003 e 2007
- Serie A: 2003–04 e 2010–11
- Supercopa da Itália: 2004 e 2011
- Mundial de Clubes da FIFA: 2007

Seleção Italiana
- Euro Sub-21: 2000
- Copa do Mundo FIFA: 2006

### Como treinador
Napoli
- Copa da Itália: 2019–20

## Estatísticas como treinador
| Clube     | Jogos | Vitórias | Empates | Derrotas | %      |
| --------- | ----- | -------- | ------- | -------- | ------ |
| Sion      | 12    | 3        | 4       | 5        | 25,00% |
| Palermo   | 8     | 3        | 1       | 4        | 37,50% |
| OFI Creta | 17    | 5        | 3       | 9        | 29,41% |
| Pisa      | 88    | 29       | 36      | 23       | 32,95% |
| Milan     | 83    | 40       | 23      | 20       | 48,19% |
| Napoli    | 31    | 17       | 5       | 9        | 54,84% |